# Woman in Chains
Woman in Chains è una canzone del 1989 del gruppo musicale inglese Tears for Fears, secondo singolo estratto dall'album The Seeds of Love

## Descrizione
Benché Woman in Chains non ebbe il successo che aveva ottenuto il precedente singolo Sowing the Seeds of Love, riuscì comunque ad entrare nella top 40 delle classifiche di diversi paesi come Regno Unito, Stati Uniti, Australia, Irlanda e Italia ed ottenere un piazzamento in top 20 in Francia e Paesi Bassi. La versione registrata in studio del brano figurava la partecipazione di Phil Collins alla batteria, ed i cori interpretati da Oleta Adams, che in seguito intraprenderà una carriera da solista.
Il singolo fu ripubblicato nel 1992 con un nuovo lato B, ed accreditata come Tears for Fears featuring Oleta Adams, per promuovere il greatest hits del gruppo Tears Roll Down (Greatest Hits 82-92).

## Video musicale
Il video prodotto per Woman in Chains, diretto da Andy Morahan e girato in bianco e nero, ruota intorno alla turbolenta relazione fra un uomo (un pugile) ed una ballerina di lap dance (Angela Alvarado). A queste sequenze sono intervallate altre del gruppo e di Oleta Adams che interpretano il brano.

## Tracce
1. Woman In Chains – 5:29
2. Always In The Past – 4:35